# Interstate 8
Pour les articles homonymes, voir I8 et Route 8.
L'Interstate 8 (ou I-8) est une autoroute inter-États située au sud-ouest des États-Unis. Elle part du Sunset Cliffs Blvd. de San Diego, en Californie pour rejoindre la jonction avec l'Interstate 10, juste au sud-est de Casa Grande en Arizona. En Californie, l'autoroute passe à travers la zone métropolitaine de San Diego comme Ocean Beach Freeway et Mission Valley Freeway avant de traverser les Monts Cuyamaca donnant accès à Imperial Valley, incluant la ville d'El Centro. Traversant le fleuve Colorado en Arizona, l'I-8 continue à travers la ville de Yuma dans le désert de Sonora jusqu'à Casa Grande, entre les villes de Phoenix et Tucson.
La première route dans les Monts Coyamaca a été ouverte en 1912. Les chemins d'alors ont été remplacés par la US Route 80 et la SR 84 en Arizona. À partir des années 1960, ce système de routes a été renommé I-8.
La route fut complétée en 1975 en Californie et en 1977 en Arizona, bien que le pont sur le fleuve Colorado n'eut été complété qu'en 1978.

## Description du trajet
L'I-8 fait partie du National Highway System, un réseau d'autoroutes qui sont considérées essentielles pour l'économie, la défense et la mobilité du pays par la Federal Highway Administration. Le segment de l'autoroute situé entre la jonction avec la California State Route 98 (SR 98) jusqu'à son extrémité est est désignée comme faisant partie de la Juan Bautista de Anza National Historic Trail, promue par le National Park Service.

### Californie
l'I-8 a pour terminus ouest le Sunset Cliffs blvd, à Mission Beach. Après avoir croisé l'Interstate 5, l'autoroute croise l'interstate 805, la California route 163, l'interstate 15 et la California route 125. Ensuite, elle traverse les banlieues Est de San Diego, soit La Mesa et el Cajon. Du mile 29 au mile 87, elle traverse une chaîne de montagne. Elle culmine à 4 000 ft (1 219,20 mètres) au Carpenter Summit et traverse ensuite le Pine Valley Creek Bridge puis quelques autres sommets importants. et au mile 77, à Jacumba, l'autoroute est à peine 2 miles de la frontière Mexicaine.
Du mile 88 au mile 131, l'autoroute traverse la région agricole de l'Imperial Valley, et au mile 115, elle frôle la ville d'El Centro. Après le mile 131 (du 131 au 173), l'autoroute traverse une vallée désertique, et au mile 149, l'autoroute est à peine quelques mètres de la frontière Mexicaine. Au mile 173, l'autoroute Traverse la rivière Colorado, qui sépare la Californie de l'Arizona. La longueur de l'I-8 dans cet état est de 173 miles.
L'I-8 en Californie est éligible pour le State Scenic Highway System depuis l'I-5 jusqu'à SR 98, bien qu'il ne s'agisse pas d'une route panoramique officielle. L'I-8 est souvent considérée comme la Border Friendship Route de San Diego jusqu'à la frontière avec l'Arizona. L'Interstate est indiquée comme Ocean Beach Freeway à l'ouest de l'I-5. Pour l'entièreté du trajet dans les comtés de San Diego et d'Imperial, elle est indiquée Kumeyaay Highway, d'après la tribu locale et leur route traditionnelle d'échanges, laquelle suit l'I-8. Entre Old Town et El Cajon, l'I-8 est nommée Mission Valley Freeway. En 2014, l'I-8 a eu un débit journalier annuel moyen (DJMA) de 11 800 véhicules entre Bonds Corner Road et la SR 115. Elle a eu un DJMA de 239 000 véhicules entre l'I-805 et l'I-15, ce qui représente le plus haut DJMA de Californie.

### Arizona
L'I-8 entre en Arizona depuis la Californie via le pont au-dessus du fleuve Colorado à Yuma. Elle commence son parcours en adoptant une orientation sud à travers Yuma, jusqu'à l'échangeur avec la US 95, où l'autoroute prend une direction est et traverse Yuma et Fortuna Foothills, longeant brièvement la US 95 et traversant un second poste frontière d'inspection. Dans les Gila Mountains, les voies en direction est passent sous les voies en direction ouest et sont brièvement à gauche près de Telegraph Pass avant de revenir à la normale. À l'ouest de Wellton, l'autoroute adopte un axe nord-est longeant la rivière Gila et passant au sud de Roll. 

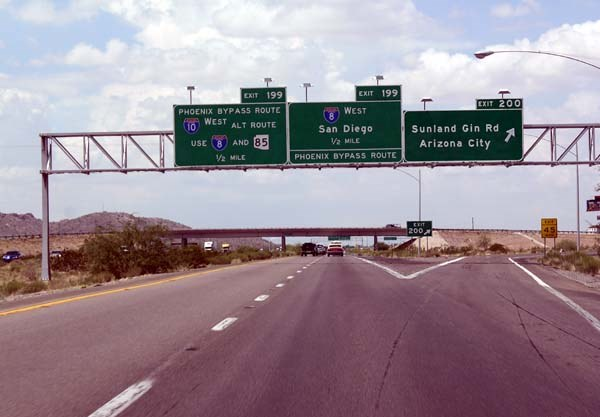
L'I-8 approchant de son terminus Est en Arizona.

L'I-8 passe près d'une base militaire. Elle traverse la communauté de Dateland jusqu'à ce qu'elle rejoigne Gila Bend. L'autoroute croise la SR 85 en direction nord vers Phoenix et en direction sud jusqu'au Organ Pipe Cactus National Monument.
Après avoir quitté Gila Bend, l'I-8 adopte une position sud-est en traversant le Sonoran Desert National Monument. Quittant les terrains du monument, l'autoroute poursuit vers l'est jusqu'à une jonction avec SR 84, une autoroute parallèle à l'I-8 qui se dirige vers Casa Grande, au nord. Au sud-est de Casa Grande, l'I-8 atteint son terminus est à un échangeur avec l'I-10, laquelle continue vers Tucson et, au nord, vers Phoenix.

## Liste des sorties

### Californie
| Interstate 8                        |                 |        |        |        |                                                               | |
| Comté                               | Municipalité    | mi     | km     | Sortie | Intersections / Destinations                                  | Notes |
| San Diego                           | San Diego       | 0,00   | 0,00   |        | Nimitz Boulevard / Sunset Cliffs Boulevard – Mission Bay Park | Intersection à niveau |
| San Diego                           | San Diego       | 0,50   | 0,80   | 1      | West Mission Bay Drive / Sports Arena Boulevard               | Sortie direction ouest, entrée direction est                                                                              |
| San Diego                           | San Diego       | 1,67   | 2,69   | 2A-B   | I-5 – Los Angeles, Centre-ville                               | Indiqué sortie 2A (nord) et 2B (sud); pas de sortie vers l'I-5 nord en direction est; sortie 20 de l'I-5                  |
| San Diego                           | San Diego       | 1,67   | 2,69   | 2A-B   | Rosecrans Street                                              | Sortie direction ouest, entrée direction est; indiqué sortie 2B                                                           |
| San Diego                           | San Diego       | 2,03   | 3,27   | 2C     | Morena Boulevard                                              | Pas de sortie direction est                                                                                               |
| San Diego                           | San Diego       | 2,60   | 4,18   | 3      | Taylor Street / Hotel Circle                                  | |
| San Diego                           | San Diego       | 3,88   | 6,24   | 4A     | Hotel Circle                                                  | Sortie direction ouest via sortie 3                                                                                       |
| San Diego                           | San Diego       | 4,06   | 6,53   | 4B-C   | SR 163 (en) – Escondido, Centre-ville                         | Indiqué sortie 4B (sud) et 4C (nord) en direction est, 4A (sud et 4B (nord) en direction ouest; sortie 3 de SR 163        |
| San Diego                           | San Diego       | 4,69   | 7,55   | 5      | Mission Center Road / Auto Circle                             | |
| San Diego                           | San Diego       | 5,55   | 8,93   | 6A     | Texas Street / Qualcomm Way                                   | |
| San Diego                           | San Diego       | 6,03   | 9,70   | 6B     | I-805 – Los Angeles, National City, Chula Vista               | Sortie 17 de l'I-805 |
| San Diego                           | San Diego       | 7,29   | 11,73  | 7      | I-15 – Riverside                                              | Indiqué sortie 7A (nord) et 7B (sud) en direction est; sortie 6B de l'I-15                                                |
| San Diego                           | San Diego       | 7,94   | 12,78  | 8      | Mission Gorge Road / Fairmount Avenue                         | Sortie direction est fait partie de sortie 7                                                                              |
| San Diego                           | San Diego       | 8,71   | 14,02  | 9      | Waring Road                                                   | |
| San Diego                           | San Diego       | 9,99   | 16,08  | 10     | College Avenue                                                | Dessert la San Diego State University                                                                                     |
| San Diego                           | La Mesa         | 11,24  | 18,09  | 11     | Lake Murray Boulevard / 70th Street                           | |
| San Diego                           | La Mesa         | 12,22  | 19,67  | 12     | Fletcher Parkway / Baltimore Drive                            | Baltimore Drive n'est pas indiquée direction est                                                                          |
| San Diego                           | La Mesa         | 12,62  | 20,31  | 13A    | Spring Street – La Mesa                                       | Pas de sortie direction ouest                                                                                             |
| San Diego                           | La Mesa         | 12,75  | 20,52  | 13A    | El Cajon Boulevard                                            | Sortie direction ouest, entrée direction est; ancienne US 80 ouest                                                        |
| San Diego                           | La Mesa         | 13,41  | 21,58  | 13B    | Jackson Drive / Grossmont Boulevard                           | Pas d'entrée direction est; sortie non numérotée direction est; pas d'indication pour Grossmont Boulevard direction ouest |
| San Diego                           | La Mesa         | 14,05  | 22,61  | 14A    | La Mesa Boulevard / Grossmont Center Drive                    | Indiqué sortie 14B direction est                                                                                          |
| San Diego                           | La Mesa         | 14,20  | 22,85  | 14B    | SR 125 (en)                                                   | Sortie non numérotée direction est; sortie 18A de SR 125                                                                  |
| San Diego                           | La Mesa         | 14,30  | 23,01  | 14C    | Severin Drive / Fuerte Drive                                  | Sortie non numérotée direction est                                                                                        |
| San Diego                           | El Cajon        | 15,31  | 24,64  | 15     | El Cajon Boulevard                                            | Sortie direction est, entrée direction ouest; ancienne US 80 ouest                                                        |
| San Diego                           | El Cajon        | 16,24  | 26,14  | 16     | Main Street                                                   | |
| San Diego                           | El Cajon        | 16,95  | 27,28  | 17A    | Johnson Avenue                                                | Sortie direction est, entrée direction ouest                                                                              |
| San Diego                           | El Cajon        | 17,45  | 28,08  | 17B-C  | SR 67 (en) nord / Magnolia Avenue – Santee, Lakeside, Ramona  | Indiqué sortie 17B (SR 67) et 17C (Magnolia Avenue) direction est; sortie 1 de SR 67                                      |
| San Diego                           | El Cajon        | 18,12  | 29,16  | 18     | Mollison Avenue                                               | |
| San Diego                           | El Cajon        | 19,01  | 30,59  | 19     | 2nd Street                                                    | |
| San Diego                           | El Cajon        | 19,50  | 31,38  | 20A    | East Main Street                                              | Sortie direction ouest, entrée direction est                                                                              |
| San Diego                           | El Cajon        | 20,40  | 32,83  | 20B    | Greenfield Drive – Crest                                      | Indiqué sortie 20 direction est                                                                                           |
| San Diego                           | Lakeside        | 21,69  | 34,91  | 22     | Los Cohes Road – Lakeside                                     | |
| San Diego                           | Lakeside        | 23,47  | 37,77  | 23     | Lake Jennings Park Road                                       | |
| San Diego                           |                 | 27,34  | 44,00  | 27     | Dunbar Lane – Harbison Canyon                                 | |
| San Diego                           | Alpine          | 30,11  | 48,46  | 30     | Tavern Road – Alpine                                          | |
| San Diego                           | Alpine          | 32,99  | 53,09  | 33     | Willows Road / Alpine Boulevard – Alpine                      | |
| San Diego                           |                 | 35,98  | 57,90  | 36     | East Willows Road                                             | |
| San Diego                           |                 | 39,48  | 63,54  | 40     | SR 79 (en) nord (Japatul Valley Road) – Descanso, Julian      | |
| San Diego                           | Pine Valley     | 45,15  | 72,71  | 45     | Pine Valley, Julian                                           | |
| San Diego                           | Pine Valley     | 46,58  | 74,96  | 47     | Sunrise Highway (CR S1)                                       | |
| San Diego                           |                 | 50,49  | 81,26  | 51     | Buckman Springs Road                                          | |
| San Diego                           |                 | 53,63  | 86,31  | 54     | Kitchen Creek Road – Cameron Station                          | |
| San Diego                           |                 | 60,50  | 97,37  | 61     | Crestwood Road – Live Oak Springs                             | |
| San Diego                           |                 | 65,25  | 105,01 | 65     | SR 94 (en) ouest – Campo, Boulevard                           | |
| San Diego                           |                 | 73,30  | 117,96 | 73     | Jacumba                                                       | |
| Limite de comtés San Diego–Imperial |                 | 76,93  | 123,81 | 77     | In-Ko-Pah Park Road                                           | |
| Imperial                            |                 | 80,21  | 129,09 | 80     | Mountain Springs Road                                         | |
| Imperial                            |                 | 87,13  | 140,22 | 87     | SR 98 (en) est – Calexico                                     | Sortie direction est, entrée direction ouest                                                                              |
| Imperial                            | Ocotillo        | 89,04  | 143,30 | 89     | Imperial Highway (CR S2) – Ocotillo                           | |
| Imperial                            |                 | 100,60 | 161,90 | 101    | Dunaway Road                                                  | |
| Imperial                            |                 | 107,05 | 172,28 | 107    | Drew Road (CR S29) – Seeley                                   | |
| Imperial                            |                 | 111,11 | 178,81 | 111    | Forrester Road (CR S30)                                       | |
| Imperial                            | El Centro       | 114,09 | 183,61 | 114    | Imperial Avenue – El Centro                                   | Sortie fermée pour reconstruction de l'échangeur                                                                          |
| Imperial                            | El Centro       | 115,09 | 185,22 | 115    | SR 86 (en) (4th Street) – El Centro                           | Ancienne US 99 |
| Imperial                            | El Centro       | 116,08 | 186,81 | 116    | Dogwood Road (CR S31)                                         | |
| Imperial                            |                 | 118,06 | 190,00 | 118    | SR 111 (en) – Brawley, Indio, Calexico                        | Indiqué sortie 118A (sud) et 118B (nord)                                                                                  |
| Imperial                            |                 | 119,66 | 192,57 | 120    | Bowker Road                                                   | |
| Imperial                            |                 | 124,90 | 201,01 | 125    | SR 7 (en) sud / Orchard Road (CR S32)                         | |
| Imperial                            |                 | 127,61 | 205,37 | 128    | Bonds Corner Road                                             | Ancienne SR 115 |
| Imperial                            |                 | 130,62 | 210,21 | 131    | SR 115 (en) (Van der Linden Road) – Holtville                 | Ancienne US 80 |
| Imperial                            |                 | 142,87 | 229,93 | 143    | SR 98 (en) ouest – Calexico                                   | |
| Imperial                            |                 | 145,95 | 234,88 | 146    | Brock Research Center Road                                    | |
| Imperial                            |                 | 150,60 | 242,37 | 151    | Gordons Well Road                                             | |
| Imperial                            |                 | 155,82 | 250,77 | 156    | Grays Well Road                                               | |
| Imperial                            |                 | 158,81 | 255,58 | 159    | Ogilby Road (CR S34)                                          | |
| Imperial                            | Felicity        | 163,69 | 263,43 | 164    | Sidewinder Road                                               | |
| Imperial                            | Araz Junction   | 165,73 | 266,72 | 166    | SR 186 (en) sud (Algodones Road) – Andrade, Mexique           | |
| Imperial                            |                 | 169,97 | 273,54 | 170    | Winterhaven Drive                                             | |
| Imperial                            |                 | 171,54 | 276,07 | 172    | Fourth Avenue – Winterhaven                                   | |
| Fleuve Colorado                     | Fleuve Colorado | 171,98 | 276,77 |        | Limite Californie – Arizona                                   | Continue en Arizona |
| - Accès incomplet                   |                 |        |        |        |                                                               | |

### Arizona
| Interstate 8    |                   |        |        |        |                                                 | |
| Comté           | Municipalité      | mi     | km     | Sortie | Intersections / Destinations                    | Notes |
| Fleuve Colorado | Fleuve Colorado   | 0,00   | 0,00   |        | Limite Californie – Arizona                     | Continue en Californie                                                                                        |
| Yuma            | Yuma              | 0,59   | 0,95   | 1      | Redondo Center Drive / Giss Parkway             | Redondo Center Drive non indiqué en direction ouest                                                           |
| Yuma            | Yuma              | 2,23   | 3,59   | 2      | US 95 (16th Street)                             | |
| Yuma            | Yuma              | 3,98   | 6,41   | 3      | Avenue 3E                                       | Ancienne SR 280                                                                                               |
| Yuma            | Yuma              | 7,66   | 12,33  | 7      | SR 195 (en) sud (Araby Road) – San Luis         | |
| Yuma            | Yuma              | 9,44   | 15,19  | 9      | Avenue 8½ est                                   | |
| Yuma            | Fortuna Foothills | 12,27  | 19,75  | 12     | Fortuna Road                                    | |
| Yuma            | Fortuna Foothills | 14,28  | 22,98  | 14     | Foothills Boulevard                             | |
| Yuma            |                   | 21,06  | 33,89  | 21     | Dome Valley                                     | Ancienne US 80 est                                                                                            |
| Yuma            | Wellton           | 30,84  | 49,63  | 30     | Avenue 29E – Wellton                            | |
| Yuma            | Noah              | 37,99  | 61,14  | 37     | Avenue 36E – Roll                               | |
| Yuma            |                   | 42,10  | 67,75  | 42     | Avenue 40E – Tacna                              | |
| Yuma            |                   | 54,98  | 88,48  | 54     | Avenue 52E – Mohawk Valley                      | Ancienne US 80 ouest                                                                                          |
| Yuma            |                   | 67,49  | 108,61 | 67     | Dateland                                        | |
| Yuma            |                   | 73,53  | 118,34 | 73     | Aztec                                           | |
| Yuma            |                   | 78,51  | 126,35 | 78     | Spot Road                                       | |
| Maricopa        |                   | 87,10  | 140,17 | 87     | Sentinel, Hyder, Agua Caliente                  | |
| Maricopa        |                   | 102,34 | 164,70 | 102    | Painted Rock Road                               | |
| Maricopa        |                   | 106,56 | 171,49 | 106    | Paloma Road                                     | |
| Maricopa        | Gila Bend         | 111,49 | 179,43 | 111    | Citrus Valley Road                              | |
| Maricopa        | Gila Bend         | 115,68 | 186,17 | 115    | SR 85 (en) – Phoenix, Ajo                       | |
| Maricopa        | Gila Bend         |        |        | 118    | SR 85 (en) nord                                 | Futur échangeur                                                                                               |
| Maricopa        | Gila Bend         | 119,47 | 192,27 | 119    | Butterfield Track vers SR 85 (en) nord / I-10   | Ancienne SR 84 ouest                                                                                          |
| Maricopa        |                   | 140,86 | 226,69 | 140    | Freeman Road                                    | |
| Maricopa        |                   | 144,60 | 232,71 | 144    | Vekol Valley Road                               | |
| Pinal           |                   | 151,73 | 244,19 | 151    | SR 84 (en) est vers SR 347 (en) nord – Maricopa | |
| Pinal           |                   | 161,61 | 260,09 | 161    | Stanfield                                       | |
| Pinal           |                   | 167,61 | 269,74 | 167    | Montgomery Road                                 | |
| Pinal           |                   | 169,72 | 273,14 | 169    | Bianco Road                                     | |
| Pinal           |                   | 172,62 | 277,80 | 172    | Thornton Road – Casa Grande                     | |
| Pinal           |                   | 174,62 | 281,02 | 174    | Trekell Road – Casa Grande                      | |
| Pinal           | Casa Grande       | 178,36 | 287,04 | 178    | I-10 – Phoenix, Tucson                          | Indiqué sortie 178A (ouest) et 178B (est); entrée additionnelle depuis Sunland Gin Road; sortie 199 de l'I-10 |
| - Non-ouvert    |                   |        |        |        |                                                 | |